# Seleka (Botswana)
Pour les articles homonymes, voir Seleka.
Seleka est une localité du Botswana située au centre-est du pays, à proximité de la frontière avec l'Afrique du Sud. Elle fait partie du sous-district de Mahalapye dans le District central.
Seleka comptait 1 157 habitants lors du recensement de 2011. Les modalités initiales de ce recensement ont d'abord ravivé un conflit avec les habitants de la localité voisine de Tumasera. En effet la dénomination « Tumasera » avait longtemps regroupé quatre petits villages, Tubjwa, Malete, Seleka et Rasesa, mais Seleka avait obtenu son autonomie en 2006. Finalement Tumasera et Seleka ont été recensés séparément en 2011.